# Teupin Gajah (Tanah Jambo Aye)
Teupin Gajah is een bestuurslaag in het regentschap Aceh Utara van de provincie Atjeh, Indonesië. Teupin Gajah telt 1720 inwoners (volkstelling 2010).